# Perloccia evittata
Perloccia evittata är en insektsart som först beskrevs av Sjostedt 1930.  Perloccia evittata ingår i släktet Perloccia och familjen gräshoppor. Inga underarter finns listade i Catalogue of Life.